# Coupe internationale 1936-1938
Navigation
Édition précédente Édition suivante
La Coupe internationale 1936-1938 est la quatrième édition de la Coupe internationale, tournoi opposant les équipes de cinq nations : l'Autriche, la Hongrie, l'Italie, la Suisse et la Tchécoslovaquie. La compétition débute en mars 1936 mais est interrompue après l'Anschluss en avril 1938. Au moment de l'arrêt du tournoi, la Hongrie mène au classement avec trois points d'avance sur l'Italie, mais cette dernière a joué trois matchs de moins et dispose d'un ratio points par match supérieur à celui de l'équipe hongroise.

## Compétition
Note : tournoi non terminé.
| Rang | Équipe          | Pts | J | G | N | P | Bp | Bc | Diff |  | Résultats (▼ dom., ► ext.) |     |      |     |     |     |
| ---- | --------------- | --- | - | - | - | - | -- | -- | ---- |  | -------------------------- | --- | ---- | --- | --- | --- |
|      | Hongrie         | 10  | 7 | 5 | 0 | 2 | 24 | 15 | +9   |  | Hongrie                    |     | **   | 8-3 | 5-3 | 2-0 |
|      | Italie          | 7   | 4 | 3 | 1 | 0 | 9  | 4  | +5   |  | Italie                     | 2-0 |      | **  | **  | 4-2 |
|      | Tchécoslovaquie | 7   | 7 | 3 | 1 | 3 | 16 | 20 | -4   |  | Tchécoslovaquie            | 5-2 | 0-1  |     | 2-1 | 5-3 |
|      | Autriche        | 5   | 6 | 2 | 1 | 3 | 13 | 14 | -1   |  | Autriche                   | 1-2 | 2-0* | 1-1 |     | 4-3 |
|      | Suisse          | 3   | 8 | 1 | 1 | 6 | 16 | 25 | -9   |  | Suisse                     | 1-5 | 2-2  | 4-0 | 1-3 |     |

* Rencontre interrompue à la 74e minute de jeu

** Rencontres non disputées à la suite de l'arrêt de la compétition après l'Anschluss.

## Équipe de Hongrie
István Balogh,
Bertalan Béky,
Sándor Bíró,
László Cseh,
Gyula Csikós,
János Dudás,
Jenő Fekete,
Gyula Futó,
Lipót Kállai,
Tibor Kemény,
Lajos Korányi,
Géza Kocsis,
Gyula Lázár,
István Béla Magda,
István Miklósi,
Gyula Polgár,
György Sárosi (C),
Ferenc Sas,
Gyula Seres,
Antal Szabó,
Antal Szalay,
György Szűcs,
Pál Titkos,
Géza Toldi,
József Turay,
Jenő Vincze,
Gyula Zsengellér

## Meilleurs buteurs
| Rang | Joueur           | Équipe          | Nombre de buts |
| ---- | ---------------- | --------------- | -------------- |
| 1    | György Sárosi    | Hongrie         | 10             |
| 2    | František Kloz   | Tchécoslovaquie | 5              |
| 2    | Silvio Piola     | Italie          | 5              |
| 2    | Géza Toldi       | Hongrie         | 5              |
| 5    | Gyula Zsengellér | Hongrie         | 4              |